# Дубровачки симфонијски оркестар
Дубровачки симфонијски оркестар (хрватски: Dubrovački simfonijski orkestar) је професионални музички оркестар из Дубровника и главни музички представник дубровачке регије. У свом раду наставља музичку историју започету у ранијој Дубровачкој републици (тада Рагузи).

## Историја
Музика у Дубровнику је напредовала уз подршку најбогатијег племства. Прве музичке групе су биле формиране са циљем извођења концерата у част градског заштитника, Светог Власија. За ове наступе су били бирани само најталентованији музичари.
Како се број музичара у Републици повећавао, Сенат је одлучио да уведе квалификоване професоре који би могли да предају музику младима. Поред предавања, ови професори су свирали у оркестру Кнежева музика (хрватски: Kneževa glazba). Музички утицај током овог периода је углавном потицао из италијанских градова-држава, тако да су професори у то време углавном били из Италије. Млади музичари су настављали своје музичко образовање најчешће у градовима као што су Напуљ и Рим.
У модерно доба, оркестар је формиран 25. августа 1925. године под називом Дубровачка филхармонија. Први симфонијски концерт одржан је у позоришту Марина Држића под управом пољског диригента Тадеуша Сигјетинског, тадашњег диригента Варшавске опере. Критике наступа су биле добре, а активности оркестра су убрзо биле финансиране од стране локалне самоуправе.
Током година оркестар је неколико пута мењао име. Године 1946. добио је име Дубровачки градски оркестар. Сарадња са Дубровачким летњим играма је почела 1992. године па је променио име у Дубровачки фестивалски оркестар. Садашње име је усвојено 1995. године.
Током година, са оркестром су свирали многи познати диригенти и извођачи: Ловро фон Матачић, Зубин Мехта, Кирил Кондрашин, Ернст Мерцендорфер, Хенрик Шеринг, Мстислав Ростропович, Антонио Јанигро, Јехуди Мењухин, Антон Нанут, Давид Ојстрах, Свјатослав Рихтер и други.

## Садашњост
Оркестар редовно наступа на Дубровачким летњим играма. Његов репертоар обухвата многе дубровачке класике из 18. века, посебно дела Луке Соркочевића и Ивана Мане Јарновића . Оркестар такође одржава концерте у атријуму Кнежевог двора, А у току године наступа широм Хрватске и иностранства. Такође, током целе године се организују музички фестивали који привлаче публику из целог света.
Заједно са познатим музичарима и диригентима, Дубровачки симфонијски оркестар учествује у креирању квалитетног културног програма, промовишући Дубровник као културну дестинацију.

## Спољни линкови
- Званични веб-сајт